# Albenis Rosales
Albenis Antonio Rosales (ur. 18 marca 1983) – wenezuelski judoka. Olimpijczyk z Pekinu 2008, gdzie zajął 21. miejsce w wadze półciężkiej.
Uczestnik mistrzostw świata w 2007. Startował w Pucharze Świata w 2004, 2008 i 2011. Piąty na igrzyskach panamerykańskich w 2007; siódmy w 2011. Wicemistrz igrzysk Ameryki Południowej w 2006. Brązowy medalista mistrzostw panamerykańskich w 2008 i srebrny mistrzostw Ameryki Południowej w 2011 roku.

## Letnie Igrzyska Olimpijskie 2008
| Konkurencja | Eliminacje           | Klas. końcowa |
| Konkurencja | Przeciwnik I         | Miejsce       |
| ----------- | -------------------- | ------------- |
| 100 kg      | Jang Sung-ho (KOR) P | 21.           |